# Емилий Рект
Емилий Рект (на латински: Aemilius Rectus) e римски сенатор, префект на римската провинция Египет през 14 и 15 г. по времето на император Тиберий.
През 14 г. Емилий Рект става префект на Египет заедно с Луций Сей Страбон след Квинт Магн Максим. Сменен е през 16 г. от Гай Валерий.
Той е вероятно баща или роднина на Луций Емилий Рект, който е префект на Египет 41 – 42 г.